# Río Schwarza
El Schwarza es un afluente por la izquierda del Saale en Turingia, Alemania.
El Schwarza tiene una longitud de 53 km. Nace en el bosque de Turingia, cerca de Neuhaus am Rennweg. Desemboca en el Saale en Rudolstadt. Otras ciudades del Schwarza son Schwarzburg y Bad Blankenburg. Tiene 50 afluentes, los más importantes son el Lichte, el Sorbitz, el Werre y el Rinne. Su nombre, que significa "río negro", proviene de su color oscuro en su curso superior y del espeso bosque que originalmente ensombrecía el estrecho valle.
El valle de Schwarza ( en alemán: Schwarzatal ) es paralelo al eje del anticlinal de Schwarzburgo (Schwarzburger Sattel ), una estructura que divide el bosque de Turingia al noroeste de las Tierras Altas de Turingia al sureste.  El anticlinal de Schwarzburgo se creó por la colisión entre Laurentia y Gondwana hace unos 350 millones de años. La roca del anticlinal de Schwarzburgo es metamórfica, con un núcleo de roca ordovícica, en gran parte cuarcita. El río es geológicamente inusual por el gran número de pozos (kolks) en su curso inferior.
El río Schwarza es el más rico en oro de Alemania, y su valle es conocido por sus depósitos de oro aluvial desde el siglo XII. En 1442, los derechos de los yacimientos de oro del valle del Schwarza se concedieron a los condes de Schwarzburgo. Hoy en día, los mineros recreativos siguen encontrando ocasionalmente pepitas de oro en el Schwarza.